# 云关乡
云关乡，是中华人民共和国贵州省貴陽市南明区下辖的一个乡镇级行政单位。

## 行政区划
云关乡下辖以下地区：
油榨村、二戈村、红岩村、云关村、木头村和摆郎村。